# Luminiţa Anghel
Luminiţa Anghel (født d. 7. oktober 1968) er en rumænsk sanger, som repræsenterede Rumænien ved Eurovision Song Contest 2005, med sangen "Let me try" som fik en tredjeplads.